# Langse (Margorejo)
Langse is een bestuurslaag in het regentschap Pati van de provincie Midden-Java, Indonesië. Langse telt 958 inwoners (volkstelling 2010).